# KZ-Außenlager Kempten

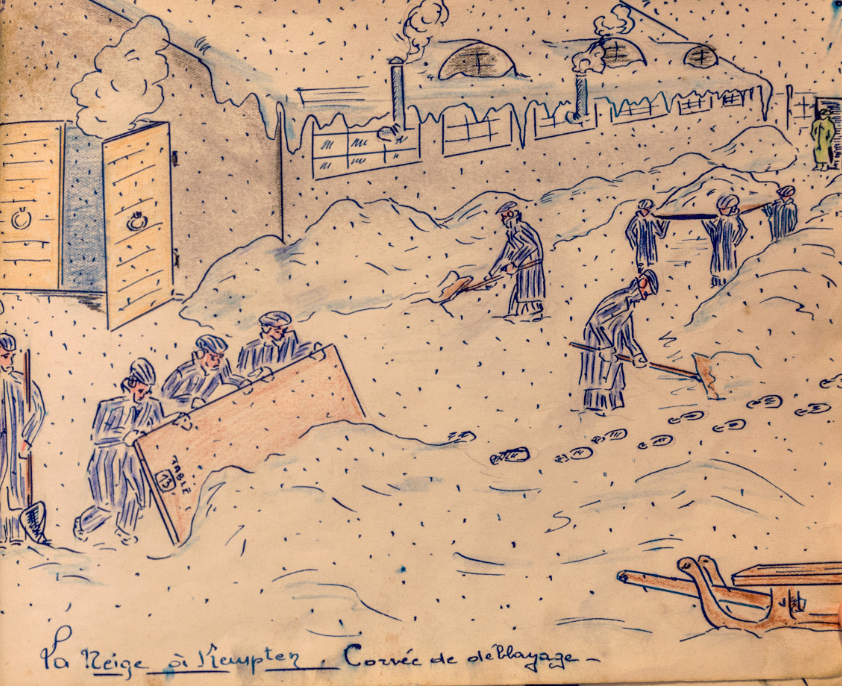
KZ-Außenlager Kempten: Die KZ-Häftlinge mussten im rauen alpinen Winter in dünner KZ-Häftlingskleidung das Gelände vom Schnee befreien. Im Hintergrund ist die Tierzuchthalle zu sehen, in welcher die Häftlinge von April 1944 bis zur Befreiung 1945 untergebracht waren. Diese und viele weitere Zeichnungen entstanden 1944/45 durch einen unbekannten französischsprachigen KZ-Häftling. Laut Historiker Markus Naumann haben Bildnisse, die in den Kriegsjahren entstanden und aus dem Alltag eines KZ-Außenlagers stammen, Seltenheitswert.

Das KZ-Außenlager Kempten war vom 15. September 1943 bis 25. April 1945 eines der 169 Außenlager des Konzentrationslagers Dachau. In ihm mussten mehr als 650 bis 850 männliche KZ-Häftlinge Zwangsarbeit leisten. Zum Aufbau gezwungen wurden die KZ-Gefangenen durch die Schutzstaffel (SS), die auch den Betrieb sicherstellte. Die Inhaftierten in Kempten (Allgäu) wurden vor allem im Auftrag von BMW bei der Helmuth Sachse KG eingesetzt. Zusätzlich gab es im heutigen Kempten ein zweites KZ-Außenlager in Kottern-Weidach.

## Entstehungshintergrund

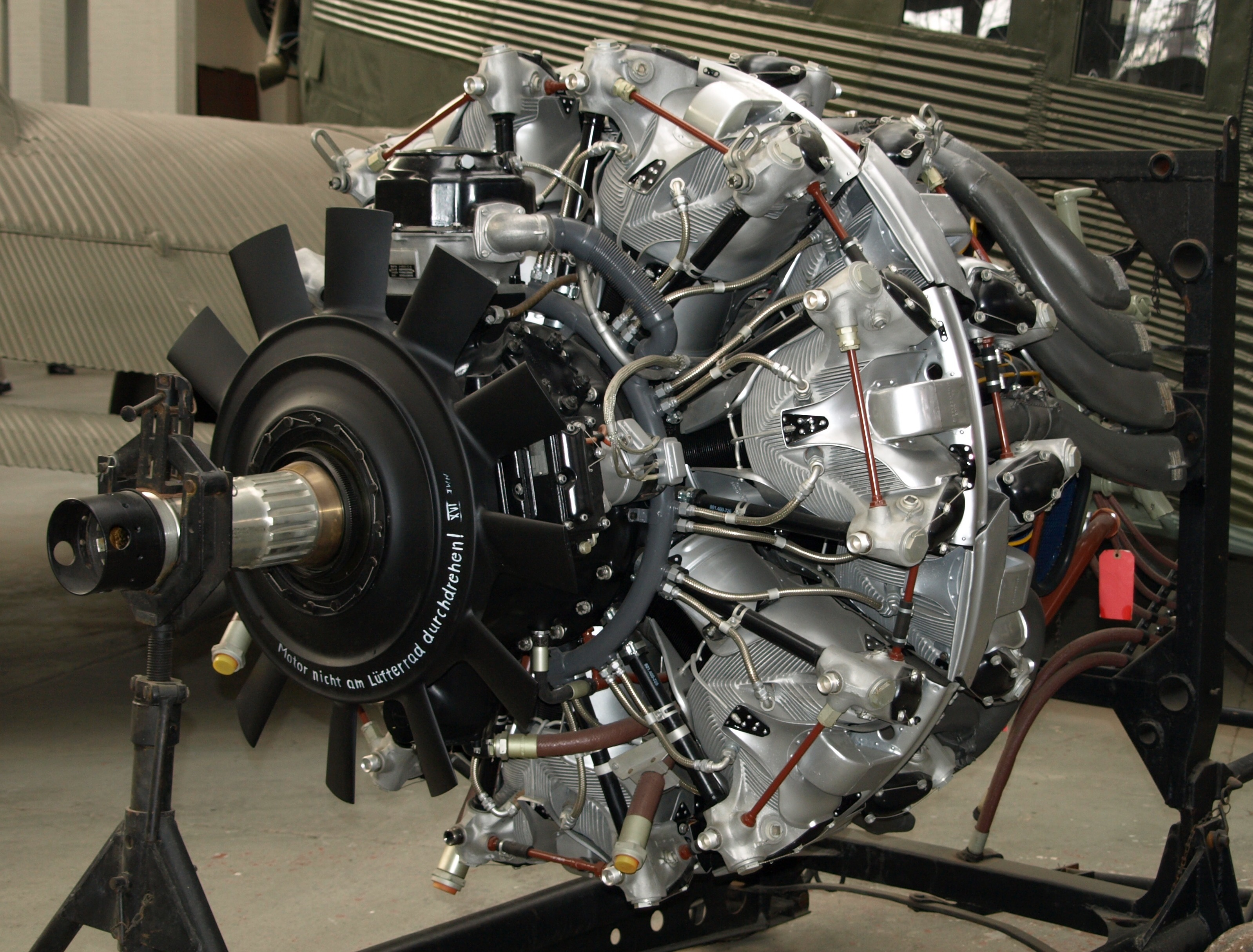
Doppelsternmotor BMW 801(D)

Mit Fortschreiten des Zweiten Weltkriegs wurden die Ballungsräume immer stärker durch Luftangriffe der Alliierten gefährdet. Daher wurde die Waffenproduktion in die Provinz verlagert, auch ins Allgäu, unter anderem nach Kempten. Der frühere BMW-Entwicklungsleiter Helmuth Sachse (* 24. April 1900; † 26. Dezember 1971 in Lindau) hatte sich im April 1942 selbständig gemacht. Er richtete in der ein Jahr zuvor stillgelegten Textilfabrik Spinnerei und Weberei Kempten in der Keselstr. 14 eine Fabrik ein und arbeitete zunächst mit dem Münchner Unternehmen Uher zusammen.
Nachdem die BMW-Produktion in Milbertshofen durch Bomben zerstört worden war, bat BMW ihn zwischen Frühjahr und Sommer 1943, er möge langfristig einen Großteil der Kommandogerätefertigung für den 801-Motor für die BMW Flugmotorenbau GmbH in Allach übernehmen. Dieser 14-zylindrige Doppelstern-Einspritzmotor wurde unter anderem im etablierten deutschen Jagdflugzeug Focke-Wulf Fw 190 eingesetzt. Die zu fertigenden Kommandogeräte automatisierten die Motorfunktionen. Sobald der Pilot Ladedruck und Drehzahl gewählt hatte, konnte er sich somit ganz dem Luftkampf widmen. BMW übernahm einen guten Teil der Fabrikkosten und beteiligte sich auch direkt an der „Helmuth Sachse KG Luftfahrt-Gerätebau, Kempten“. Dort wurden auch Planetenradträger, Luftschraubenwellen, Lagergehäuse, Schwinghebel und andere Kleinteile für den BMW-801-Motor sowie Regelungen für das Strahltriebwerk BMW 003 produziert und zu BMW nach München geliefert.

## Errichtung und Betrieb des KZ-Außenlagers

### Personalbeschaffung
Im August 1943 wurden die ersten 100 Häftlinge vom KZ Dachau zum Aufbau des Außenlagers Kempten für die Arbeit in der Helmuth Sachse KG überführt, weitere folgten. Allein vom 27. Mai 1944 bis 13. April 1945 ließen die Nationalsozialisten laut Stärkemeldung des Außenkommandos KZ Dachau 14 Transporte von Häftlingen per Bahn und LKW vom Konzentrationslager Dachau nach Kempten durchführen. Darunter war am 2. August 1944 auch der Bahntransport von 300 bis 350 Franzosen, unter ihnen der Journalist und Widerstandskämpfer Louis Terrenoire, der seine Erlebnisse später veröffentlichte.

### Organisation der Todesmaschinerie
Vom 26. Mai 1944 bis 13. April 1945 veranlassten die Nationalsozialisten laut Stärkemeldung des Außenkommandos des KZ Dachau insgesamt 40 Transporte per Bahn und LKW von Kempten in das Konzentrationslager Dachau. Auf diese oft letzte Reise in den Tod wurden mindestens 146 Arbeitsunfähige, Kranke und Schwerstkranke geschickt. Auch einige der Verstorbenen wurden dorthin transportiert.
Nur relativ wenige Inhaftierte wurden direkt in Kempten umgebracht und bestattet. Das Geschäft des Todes betrieben die SS-Totenkopfverbände vor allem zentralisiert im KZ Dachau und anderen Konzentrationslagern. In Kempten wurde selektiert und zugearbeitet.

## Zwangsarbeit der KZ-Häftlinge

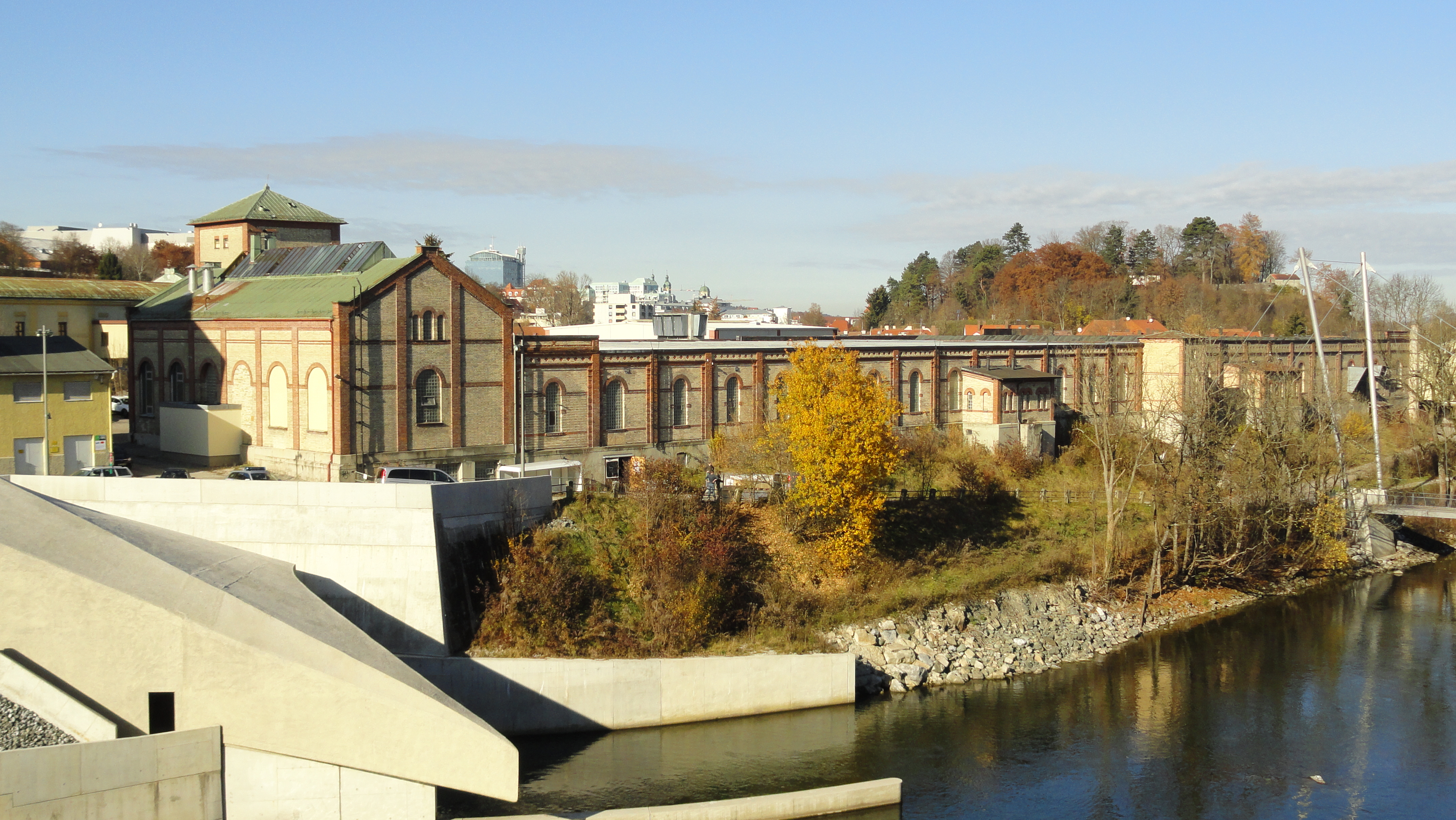
Standort bis April 1944 – Sheddachhalle Spinnerei Weberei Kempten (2011)

### Helmuth Sachse KG – im Auftrag von BMW
Die ab Sommer 1943 ersten 100 Inhaftierten des KZ-Außenlagers mussten die Webstühle der ehemaligen Spinnerei und Weberei Kempten im Keller einlagern und diese Weberei zum Rüstungsbetrieb umbauen. Ein hoher Stacheldrahtzaun sowie Wachtürme umgaben das Gelände. Im März 1944 lief die Kommandogerätefertigung erfolgreich an, ab Sommer mit ca. 1.000 Stück im Monat.
Im Frühjahr 1944, nach Luftangriffen auf das BMW-Werk I in der Lerchenauer Str. 76 in München sowie das Werk mit KZ-Außenlager in München-Allach, verlagerte BMW einen Teil seiner Fertigung mit knapp 2000 KZ-Häftlingen in den Maurice-Lemaire-Tunnel bei Sainte-Marie-aux-Mines, damals „Markirch“. Ab September 1944 wurde diese Produktionsstätte wegen der näher rückenden Front aufgegeben, Maschinen und Häftlinge wochenlang mit der Bahn Richtung Osten transportiert, bis Ende Oktober 1944 unter anderem nach Kempten. Gefertigt wurden hier nun auch Präzisionsteile für BMW-801-Motoren, wie Zahnräder, Teile des Kurbelgehäuses, Zylinder und dergleichen. Hergestellt wurden sie unter dem Tarnnamen „Allgäuer Vertriebsgesellschaft“ in der Artillerie-Kaserne am Ostbahnhof, unter Einsatz von mehr als 750 Arbeitskräften an 340 Maschinen. Damit waren drei Viertel des geplanten Ausbaus realisiert.
Ende 1944 arbeiteten etwa 2000 Beschäftigte bei Sachse, darunter etwa 500 KZ-Häftlinge sowie 800 bis 1000 Zwangsarbeiter. Die meisten stammten aus westlichen Staaten, v. a. Frankreich, weitere aus Polen, Russland und der Ukraine.
Die KZ-Häftlinge waren am Arbeitsplatz ähnlichen Arbeitsbedingungen unterworfen wie die Zwangsarbeiter und die übrige Belegschaft, diejenigen aus Polen und Russland wurden jedoch in eigenen Arbeitsbereichen abgegrenzt. Die Schutzstaffel (SS) hatte die Kontrolle vor Ort.
Sechs bis acht, zeitweise bis zu 40 Inhaftierte des KZ-Außenlagers bekamen andere Aufgaben und mussten unter anderem Sanitär- und Heizungsarbeiten für die ausländischen Arbeiterinnen und Arbeiter im Lager Kempten verrichten, unter ihnen auch der spätere Zeitzeuge Willi Rühle.

### Stadt Kempten – Oberbürgermeister Kempten
18 Inhaftierte wurden ab Juni 1944 zu Aufräumarbeiten nach Bombardierungen gezwungen und im Stadtbauhof eingesetzt. Arbeitgeber war damit die Stadt Kempten, deren Oberbürgermeister damals der NSDAP-Funktionär Anton Brändle war. In der Auflistung des International Tracing Service (ITS) wird diese Gruppe als „Oberbürgermeister-Subcamp“ aufgeführt – nach dortigen Angaben bestand diese Gruppe vom 18. Juni 1944 bis 1. Dezember 1944.

### Bau von Kasernen und andere Unternehmen in Kempten
Etwa 100 Inhaftierte des KZ-Außenlagers mussten beim von den Nationalsozialisten geplanten Bau der Scharnhorstkaserne am Ostbahnhof arbeiten, allgemein auch Artillerie-Kaserne genannt. Weitere Kemptener Unternehmen haben von der Arbeit der Inhaftierten des KZ-Außenlagers wie auch der Zwangsarbeiter profitiert.

## Internierung im KZ-Außenlager Kempten
Bereits morgens um fünf Uhr mussten die KZ-Inhaftierten aufstehen, nach dem Frühstück folgte der Zählappell. Im Anschluss folgte bis 19 Uhr die Tagesschicht, zum Abschluss meist wieder ein Zählappell, der sich über ein bis zwei Stunden hinziehen konnte, auch im Winter bei Eiseskälte. Alle 14 Tage gab es einen arbeitsfreien Sonntag zur Erholung, mit nahendem Kriegsende auch den nicht mehr. Der französische Gefangene Louis Terrenoire, späterer Minister unter Charles de Gaulle, schrieb in seinem Buch „Sursitaires de la mort lente“ (Dem schleichenden Tod entkommen), dass er und seine Mitgefangenen im KZ-Außenlager Kempten Hunger litten. Ab Anfang 1945 sorgten Pakete des Roten Kreuzes für Besserung.

### 1943 bis April 1944 in der Spinnerei und Weberei Kempten
Der Lagerkommandant Georg Deffner hatte die Führung der Schutzstaffel (SS) im Lager bei der Spinnerei Weberei in der Keselstr. 18 inne. Er wurde von Überlebenden als sehr brutal beschrieben, danach habe er mehrere Morde auf dem Gewissen.
Im August 1943 ließen die Nationalsozialisten die ersten hundert KZ-Häftlinge von Dachau ins KZ-Außenlager Kempten transportieren, v. a. aus Polen und Russland. Sie waren in einem eigenen Gebäude auf dem Gelände der Spinnerei und Weberei Kempten untergebracht. Dieses war mit Stacheldraht eingezäunt und Wachtürmen aus Holz versehen, bewacht wurden sie von etwa 50 Wachleuten der Luftwaffe, die der Lagerleitung der SS unterstellt waren. Im Laufe der Monate kamen weitere KZ-Inhaftierte hinzu, so wurden es schließlich etwa 200 Häftlinge. Im Frühjahr 1944 wurde mehr Personal vor Ort benötigt, denn die Sachse KG benötigte Platz für Zwangsarbeiter-Unterkünfte. Schließlich wurden die KZ-Häftlinge im April 1944 in die Tierzuchthalle verlegt.

### April 1944 bis 1945 in der Tierzuchthalle (heutige Allgäuhalle)

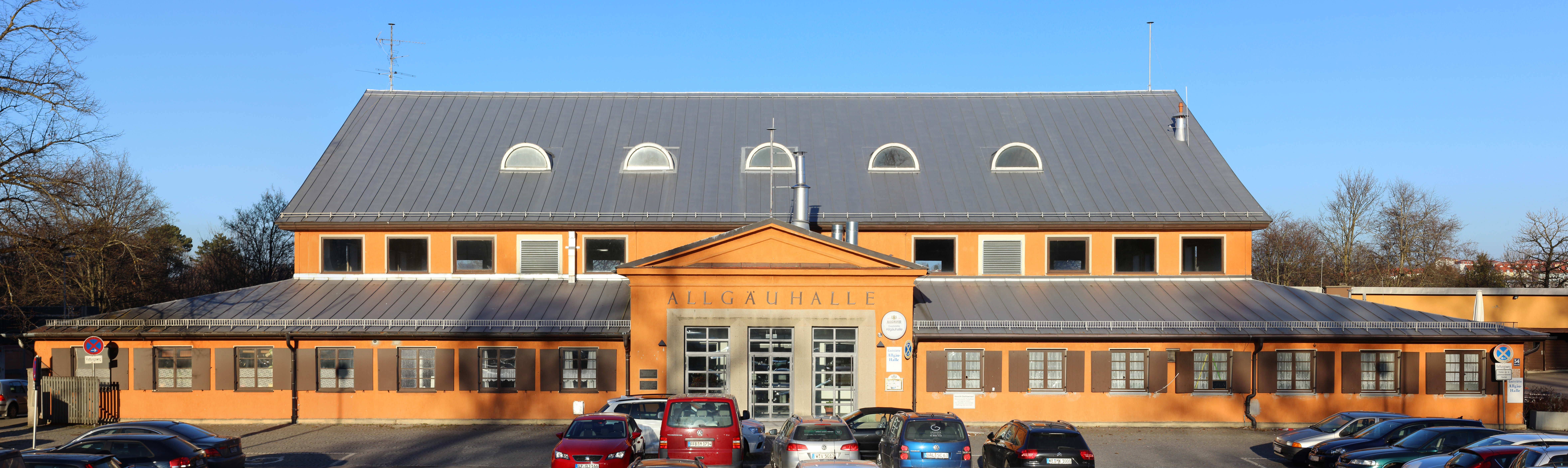
Standort ab April 1944 – Tierzuchthalle, heutige Allgäuhalle (2014)

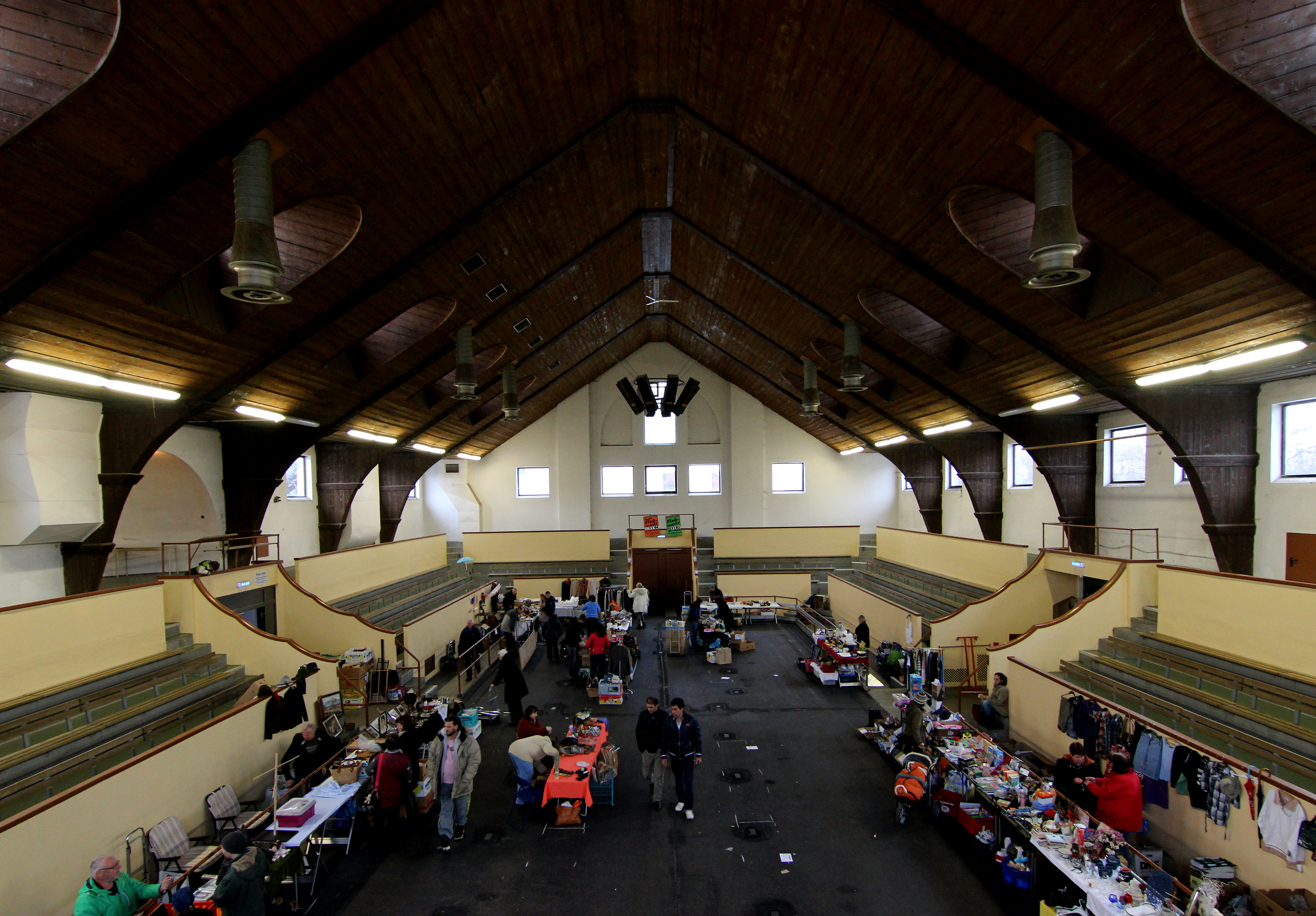
Innenansicht Tierzuchthalle, heutige Allgäuhalle (2015)

Die Tierzuchthalle⊙ war innen Tag und Nacht beleuchtet, in der Arena standen dicht bei dicht Doppelstockbetten. Die Wachtposten unter dem neuen Kommandanten SS-Oberscharführer Emil Schmidt patrouillierten auf den Rängen. Vor beiden Eingängen standen Wachposten, daher wurde das Gebäude nicht eingezäunt. Im April 1944 waren es 300 Inhaftierte, im August kamen 300–350 Franzosen hinzu. Die nun 500–600 gefangenen KZ-Zwangsarbeiter kamen aus Frankreich, Polen, Russland, Italien, den Niederlanden und Deutschland; viele waren politische Gegner der Nationalsozialisten.
Es wurde eine Krankenstation eingerichtet, in der minder schwere Fälle behandelt wurden. Wer schwerer krank wurde, wurde ins Konzentrationslager Dachau zurückgeschickt, für viele der sichere Tod.
Die 50 SS-Wachmänner waren in einem Vorbau untergebracht.

### Räumung des KZ-Außenlagers
Gegen 27. April 1945 wurde das KZ-Außenlager geräumt, die Kranken blieben zurück. Die anderen KZ-Häftlinge mussten zunächst Richtung Alpen nach Füssen marschieren, von wo aus der Krieg angeblich fortgesetzt werden würde. Nachdem in der Nähe von Pfronten in der Nacht eine gewaltige Explosion stattgefunden hatte, konnten die KZ-Gefangenen fliehen.

## Einsatz von Ost- und Zwangsarbeitern
Bereits vor den im KZ-Außenlager Kempten inhaftierten Menschen wurde eine noch größere Anzahl an Zwangsarbeitern bzw. Ostarbeitern eingesetzt. Am 20. Februar 1940 kam der erste Sonderzug mit polnischen Zwangsarbeitern in Kempten an. 1943 waren 600 Zwangsarbeiter provisorisch im Hochhaus der S&W Kempten und in Einzelunterkünften der Stadt untergebracht. Ab Juli 1943 trat die Interessengemeinschaft Ostarbeiterlager Kempten als Bauherr für Unterkünfte auf, mit der Stadt Kempten als geschäftsführendem Gesellschafter. So ließen mehr als 40 Unternehmen ein Ostarbeiterlager an der Boleite 23 südlich der Tierzuchthalle errichten, in dem vor allem russische Zwangsarbeiter kaserniert wurden, Ende 1942 rund 400 Menschen.
Die Helmuth Sachse KG ging weit schärfer als in anderen BMW-Werken mit den Arbeitskräften um. Sie beauftragte SA-Oberführer Wilhelm Fichtl mit der Leitung der ca. 20 Mann starken Werkschutzmannschaft, rekrutiert z. T. aus Münchner BMW-Werken. Diese waren v. a. zuständig für die Zwangsarbeiter. Sie wurden von BMW bezahlt und traten brutal auf. Schläge und willkürliche Bestrafungen gehörten zur Tagesordnung, auch bei kleinsten Anlässen. So wurde der ukrainische Zwangsarbeiter Iwan Dubrow wegen eines unerlaubten Radiogerätes von der Gestapo verhaftet und mit vier Wochen Arbeitserziehungslager bestraft. Ein anderer musste wegen mangelnder Arbeitsleistung für zehn Tage in verschärfte Polizeihaft.
Die Zwangsarbeiter wurden zudem bei Kemper (Panzer & Kriegsfahrzeugbau) eingesetzt.
Die Behörden reagierten mit brutaler Gewalt auf relativ unbedeutende Vorfälle. So wurden zwei Polen wegen Diebstahls und Flucht am 12. August 1943 zum Tode verurteilt und in Kempten hingerichtet. Im Landkreis wehrten sich polnische Arbeiter 1943 gegen ihren Dienstherren. Daraufhin ließ die SS alle Polen antreten, erhängte den Anführer und zwang die anderen, an ihm vorbeizumarschieren.
Am 30. September 1944 meldete der Arbeitsamtsbezirk Kempten 13.594 ausländische Arbeiter, davon 5.864 Ostarbeiter. Mindestens 4.000 dieser Zwangsarbeiter mussten 1944 in Kempten arbeiten, nach dem Ende des Zweiten Weltkriegs wurden 9.000 gezählt.
Wenige Tage vor Kriegsende erklärte Helmuth Sachse den Vertretern „seiner“ Zwangsarbeiter, dass mit der Besetzung durch amerikanische Truppen zu rechnen sei. Sie könnten daher ihre Wohnlager wie die Stadt Kempten verlassen. Die Franzosen verließen das Lager, um über die Schweiz in die Heimat zurückzukehren. Die Misshandlung der Zwangsarbeiter blieb nicht völlig ungesühnt. Nach Kriegsende lynchten Zwangsarbeiter zwei der ehemaligen Werkschutzmänner von Sachse.
Juristisch wurden Ausbeutung und Misshandlungen der Zwangsarbeiter, soweit bekannt, auch in den Jahrzehnten nach dem Kriegsende nicht aufgearbeitet.

## Weitere KZ-Außenlager in Kempten und Umgebung
Im zweiten der beiden Außenlager auf dem heutigen Stadtgebiet der Stadt Kempten (Allgäu), dem KZ-Außenlager Kottern-Weidach des Konzentrationslagers Dachau, setzten die Nationalsozialisten die Häftlinge zur Zwangsarbeit bei der Messerschmitt AG ein.

## Misshandlung und Ermordung der KZ-Inhaftierten
Die KZ-Häftlinge wurden latent bedroht, im Falle einer Flucht oder Widerstandes ins KZ Dachau oder KZ-Außenlager München-Allach transportiert zu werden, und es blieb nicht bei Drohungen. Allein zwischen Mai 1944 und April 1945 wurden mindestens 146 Häftlinge – also 25 Prozent – wegen Krankheit oder Arbeitsunfähigkeit ins KZ Dachau abtransportiert, vermutlich starben viele von ihnen.
Die Arbeitszeit betrug täglich 12 Stunden, die KZ-Inhaftierten litten an Mangelernährung. Die KZ-Häftlinge, z. T. auch andere Zwangsarbeiter, erlitten nach Augenzeugenberichten Schläge, Stockschläge, Tritte und andere Misshandlungen wie z. B. kalte Duschen im Winter.
Anfang 1945 gab es wohl vermehrt Fluchtversuche.
Am 20. April 1945 suchte der französische Gefangene Joseph Jean Passeron während eines Luftangriffs gemeinsam mit anderen Häftlingen Lebensmittel beim Heeresverpflegungsamt in der Nähe des Ostbahnhofs Kempten. Walter Fischer, BMW-Ingenieur und Werksschützer der Sachse-Fabrik, ertappte ihn, feuerte einen Schuss ab und traf den Franzosen tödlich am Kopf.
Alle KZ-Häftlinge des Konzentrationslagers mussten zur Abschreckung an der Leiche vorbeimarschieren.
Noch 1988 erinnerte sich eine Zeitzeugin: „Die KZ’ler ham furchtbar ausg’schaut. I hab mi immer g’wundert, wie die überhaupt no arbeiten können ham.“

## Fluchtversuche und Widerstand der KZ-Inhaftierten
Im Lager Kempten gab es Fluchtversuche. Russische Gefangene verbogen die Stangen der Fenstergitter und flohen, auch Italiener flohen mehrmals. Einige der Flüchtlinge wurden ergriffen und ins KZ Dachau gebracht. Ein Franzose wurde dabei ertappt, als er versuchte, ein Loch in die Wand der Tierzuchthalle zu brechen. Er wurde blutig geschlagen und ebenfalls in das KZ Dachau transportiert.
Der französische Gefangene Louis Terrenoire schreibt, dass die Gruppe der französischen Gefangenen trotz politischer und religiöser Unterschiede in ihrem Willen, in Würde zu überleben, geeint war. Sie hatten ihre eigenen Regeln und bestraften diejenigen, die diese nicht einhielten. Sie hielten ihren Stolz als Franzosen u. a. aufrecht, indem sie keine Zigarettenkippen aufsammelten, und gaben den Schwachen und Kranken etwas von ihrem Essen ab. Zudem versuchten sie, die Produktion so gut wie möglich zu sabotieren. Terrenoire schrieb: „Um sicherzustellen, dass der Mensch kein Wolf für den Menschen ist, mussten wir sicherstellen, dass die einzigen Wilden nicht unter uns waren, sondern bei den Wachleuten oder der SS.“

## Juristische Aufarbeitung
Helmuth Sachse wurde 1947/48 im Spruchkammerverfahren als „nicht betroffen“ entlastet. Nur der SS-Lagerkommandant Georg Deffner wurde am 11. Februar 1947 noch vom amerikanischen Militärgericht verurteilt, zu drei Jahren Gefängnis.
Die deutsche Justiz ermittelte zwar in den 1950er Jahren, Kemptener Akten wurden vor Ablauf der Aufbewahrungsfrist vernichtet. Ein zweiter Ermittlungsansatz erfolgte in den 1970er Jahren in Kempten II (Js 7034/76). Neben Deffner wurden keine weiteren Täter ermittelt, dafür gegen zwei Häftlinge Ermittlungen eingeleitet. Schließlich wurden alle Verfahren ohne Anklageerhebung eingestellt. In Kempten gab es bei Staatsanwaltschaft und Gericht etliche Kontinuitäten aus der NS-Zeit, u. a. die Staatsanwälte und Richter Michael Schwingenschlögl, Dr. Leo Bujnoch, Dr. Maximilian Stransky und weitere.

## Erinnerung und Gedenken

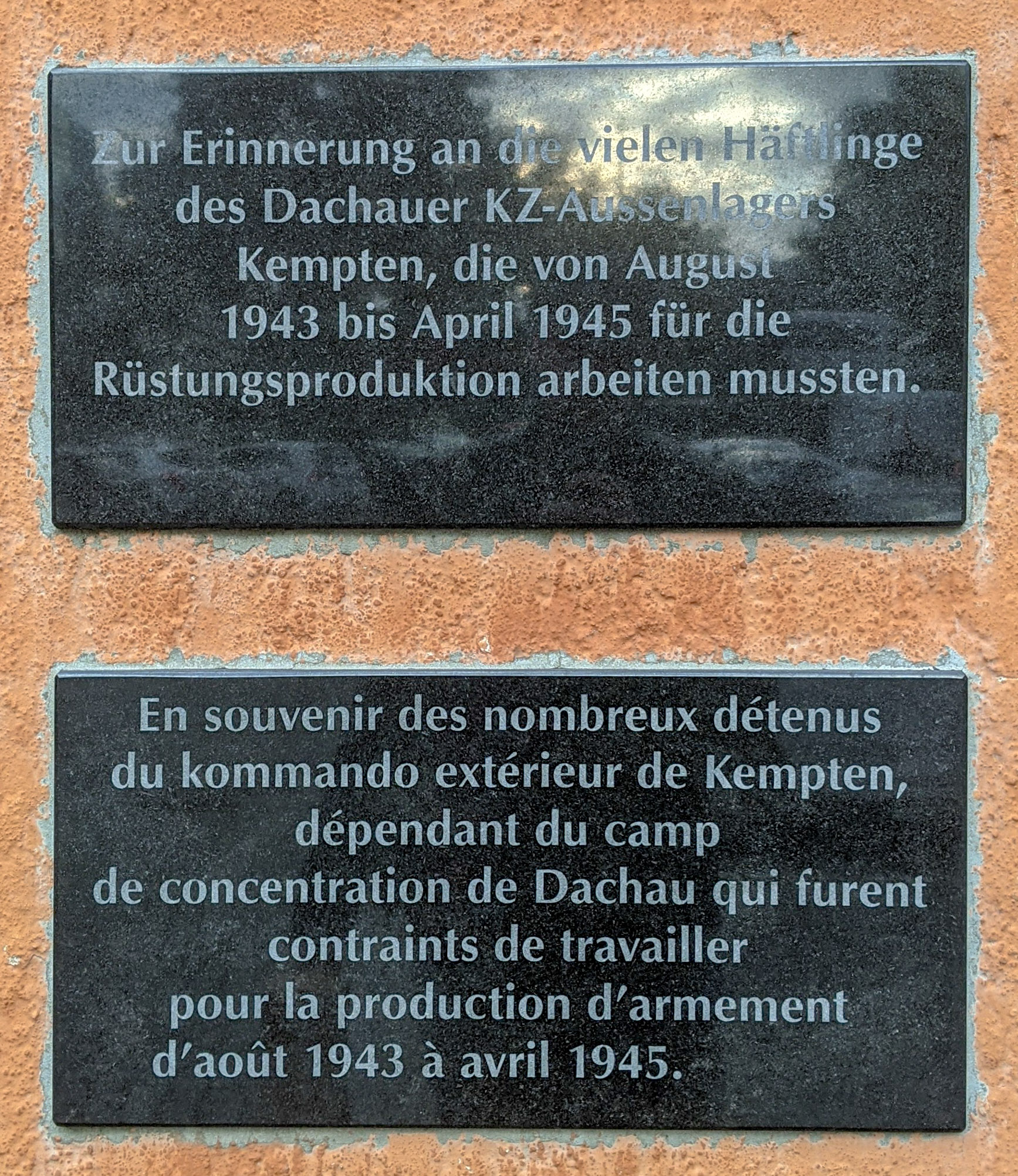
Tafeln an der Allgäuhalle. Erst nach Angebot der Kostenübernahme durch KZ-Opfer genehmigte die Stadt die Anbringung.

1990 noch – viele Jahre nach Erscheinen der ersten Bücher darüber – behauptete der damalige Oberbürgermeister Josef Höß oder Wolfgang Roßmann, dass es in und um Kempten keine Zwangsarbeiter gegeben habe. Die Mitarbeiter des Stadtarchivs widersprachen zwar, dennoch wurden die Gedenktafeln an der Allgäuhalle nicht auf Initiative der Stadt angebracht. Erst nach dem Angebot der ehemaligen Lagerinsassen „Amicale des Anciens de Kempten-Kottern“, die Kosten zu übernehmen, gaben die Verantwortlichen der Stadt nach, erlaubten die Anbringung und übernahmen dann auch die Kosten. Die Stadt Kempten erkannte im Jahre 1999 schließlich auch an, dass sie mit den Außenlagern des KZ Dachau Teil des nationalsozialistischen Kriegs- und Terrorregimes war. Die vielen Todesopfer, die direkt in Kempten oder nach Abtransport von Häftlingen in das KZ Dachau verstarben, werden auf der Tafel hingegen mit keinem Wort erwähnt (s. Abb.):
Zur Erinnerung an die vielen Häftlinge

des Dachauer KZ-Aussenlagers

Kempten, die von August

1943 bis April 1945 für die

Rüstungsproduktion arbeiten mussten.

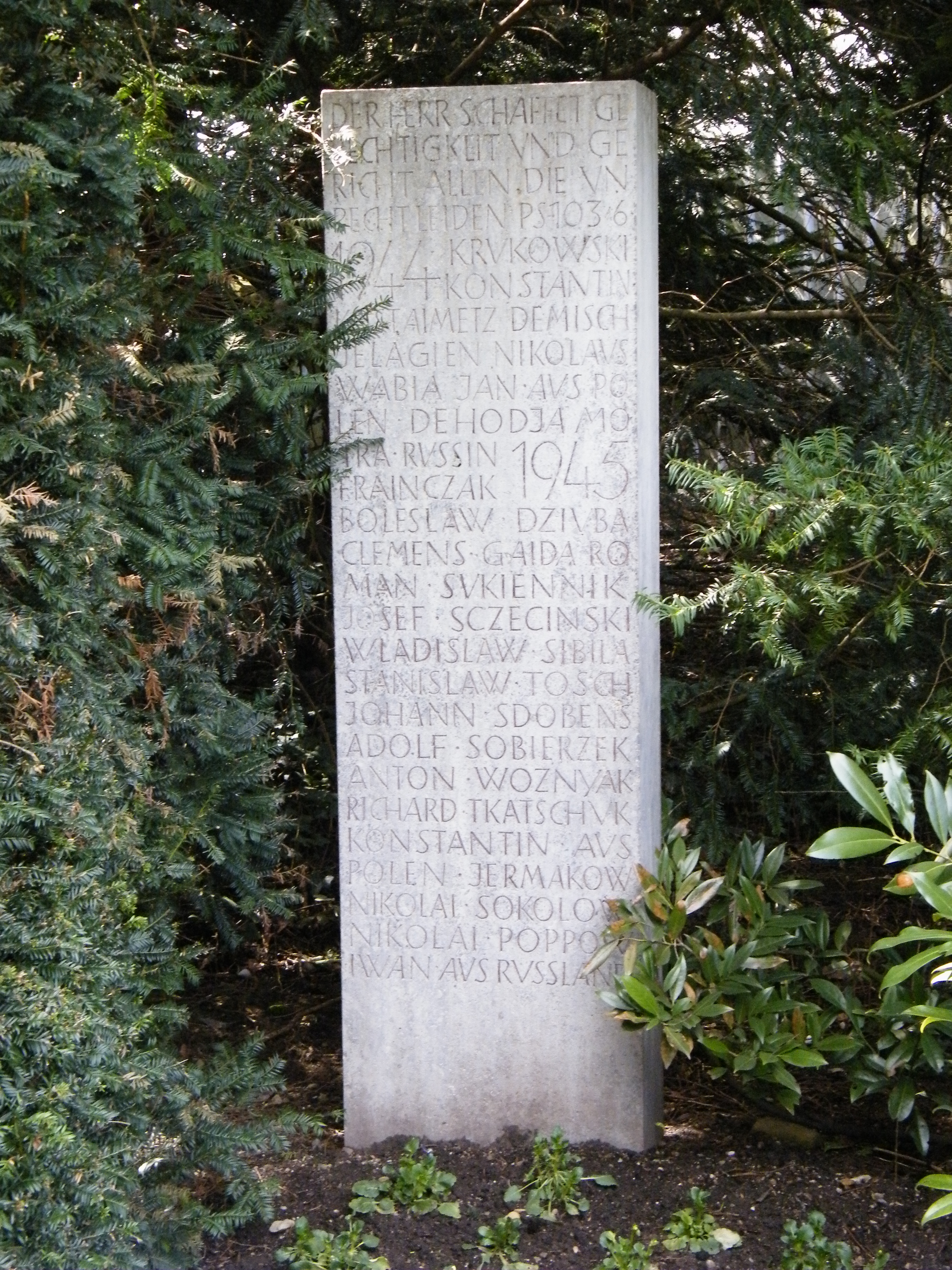
Dieser 1,8 Meter hohe Grabstein steht versteckt in der Ecke auf einer Wiese hinter dem Jüdischen Friedhof des Katholischen Friedhofs Kempten. (2012)

Die schlecht lesbare Inschrift auf dem Grabstein für jene 19 in der „Ausländerabteilung“ westlich hinter dem Jüdischen Friedhof ganz hinten auf dem Katholischen Friedhof Kempten begrabenen KZ-Häftlinge und Zwangsarbeiter lautet:
Der Herr schaffet Ge

rechtigkeit und Ge

richt allen, die Un

recht leiden Ps. 103,6

1944 Krukovski/Konstantin

Kostaimetz Demisch / Jelagien Nikolaus

Wabia Jan ∙ aus Po/len ∙ Dehodja Mo

tra ∙ Russin

Frainczak 1945

Boleslaw ∙ Dziuba/Clemens ∙ Gaida Ro

man ∙ Sukiennik/Josef ∙ Sczecinski

Wladislaw ∙ Sibila/Stanislaw ∙ Tosch

Johann ∙ Sdobens/Adolf ∙ Sobierzek

Anton ∙ Woznyak/Richard ∙ Tkatschuk

Konstantin ∙ aus / Polen ∙ Jermakow

Nikolai ∙ Sokolow/Nikolai ∙ Poppow

Iwan ∙ aus Russland

## Zeichnungen von ehemaligem Häftling
2017 erwarb die Stadt Kempten mit dem Heimatverein zwei illustrierte Hefte von einem KZ-Häftling: 31 Zeichnungen aus der Zeit von 1944/45 dokumentieren den Alltag im Außenlager. Überlieferungen unmittelbar aus der Zeit sind selten, meist wurden sie erst nach Kriegsende 1945 angefertigt. Der französische Häftling Paul Wernet aus Sarreguemines hatte die Zeichnungen 2011 zum Verkauf angeboten. Als Kämpfer der französischen Résistance kam er, nach kurzer Internierung in Dachau, im August 1944 ins Kemptener Außenlager in der Tierzuchthalle. Nach seinen Angaben zeichnete die Bilder ein namentlich nicht mehr bekannter Niederländer, der von einem Lagerführer beschuldigt war und dem eine Verlegung nach Dachau drohte. Wernet konnte dieses Problem mit seinen Deutschkenntnissen schlichten, sodass der Niederländer bleiben durfte. Wohl als Dank fertigte dieser die Zeichnungen für Wernet an.